# Stelle (Organisation)
Eine Stelle ist in der Organisationstheorie die einem menschlichen Aufgabenträger übertragene (Teil-)Aufgabe, gegebenenfalls unterstützt durch die Zuordnung von Arbeitsmitteln. 
Die Stelle ist die kleinste Organisationseinheit, der genau eine Person – genannt Stelleninhaber – zugeordnet ist. Erich Potthoff definierte sie 1966 als „die auf eine menschliche Arbeitskraft bezogene funktionelle Organisationseinheit“. Die Stelle wird umgangssprachlich oft ungenau als Arbeitsplatz bezeichnet, ist zunächst aber weder räumlich festgelegt noch an eine bestimmte Person gebunden. Stellen sind rein sachbezogen und nicht personenbezogen definiert, sie sind reine organisatorische Gebilde. Deshalb kann eine Stelle durchaus auch aus mehreren Arbeitsplätzen bestehen. Nur der Arbeitsplatz wird von lediglich einer Person besetzt (er ist unipersonal), daran ändert auch die Arbeitsplatzteilung (englisch job sharing) nichts.  
Als Stelle wird ein Bündel von Aufgaben zusammengefasst, welches von einem entsprechend qualifizierten Mitarbeiter bewältigt werden kann. Damit besteht eine Stelle regelmäßig aus einem Aufgabenkomplex und einem Aufgabenträger. Die Aspekte einer Stelle sind in Stellenbeschreibungen niedergelegt. Die Menge der Teilaufgaben, die unter einer Stelle zusammengefasst werden, ist abhängig von deren Schwierigkeit, Variabilität und Komplexität.

## Merkmale
Folgende Merkmale sind für Stellen charakteristisch:
- Die Aufgabe wird für eine längere Zeit festgelegt und folgt dem Grundsatz der Personenunabhängigkeit.
- Als Kompetenz bezeichnet man die Rechte, die dem Stelleninhaber zur Ausführung der Aufgabe übertragen werden.
- Als Verantwortung wird die Pflicht einer Person verstanden, für ihre Entscheidungen und Handlungen Rechenschaft abzulegen.

Wichtig dabei ist die Beachtung des Kongruenzprinzips, d. h. ein angemessenes Verhältnis zwischen Aufgaben, Kompetenz und Verantwortung. Im Idealfall liegen die richtigen Kompetenzen für die Ausführung einer Aufgabe vor und die Person trägt die Verantwortung für die übernommene Aufgabe.

## Stellenarten
Die Einteilung der Stellen kann aufgrund der zugeteilten Kompetenzen in zwei Arten erfolgen:
- Linienstellen sind in der Regel unmittelbar mit der Durchführung von betrieblichen Hauptaufgaben betraut:
  - Leitungsstellen sind durch Fremdentscheidungs-, Weisungs- und Kontrollkompetenzen gekennzeichnet. Wesentliche Kriterien sind daher das Treffen von Fremdentscheidungen, das Umsetzen der Entscheidung in Anordnungen und die Fremdkontrolle der Ausführung. Ein zu beachtendes Merkmal bei der Bildung von Leitungsstellen ist die Leitungsspanne.
  - Ausführungsstellen sind Stellen, die zwar mit Durchführungskompetenzen, nicht jedoch mit Leitungskompetenzen ausgestattet sind. Das bedeutet, sie dürfen keine Weisungen an andere Stellen erteilen. Sie haben nur Entscheidungskompetenzen für ihren eigenen Handlungsbereich.
- Unterstützende Stellen dienen nur indirekt der Erfüllung der betriebswirtschaftlichen Hauptaufgabe:
  - Stabsstellen sind spezialisierte Leitungshilfsstellen, durch die in erster Linie Informationsverarbeitungs- und Entscheidungskapazität der Leitungsstellen erhöht werden soll. Stabsstellen sollen einer Überlastung der Leitungsstellen vorbeugen.
  - Assistenzstellen sind generalisierte Leitungshilfsstellen mit fallweisen Aufgaben ohne Fremdentscheidungs- und Weisungskompetenz. Für diese Form von Stellen gibt es meist kein fest vorgegebenes Aufgabengebiet (z. B. Assistenz der Geschäftsleitung).
  - Dienstleistungsstellen nehmen zentrale Unterstützungsaufgaben für mehrere Leitungsstellen wahr. Man unterscheidet  
    - Dienstleistungsstellen mit Weisungsbefugnis (etwa Personalwesen) und
    - Dienstleistungsstellen ohne Weisungsbefugnis (so genannte funktionsfreie Unterstützungsstellen wie etwa Kantine, Poststelle oder Empfang).

Diese Stellenarten decken den gesamten funktionalen Bedarf in einem Unternehmen ab, so dass jede Funktion einer dieser Stellen zugeordnet werden kann.

## Stellenbildung
Organisationseinheiten entstehen im Zuge von Aufgabenanalyse (gedanklicher Aufgliederung einer Gesamtaufgabe in analytische Teilaufgaben) und anschließender Aufgabensynthese (Zusammenfassung der Teilaufgaben). Diesen Vorgang nennt man Stellenbildung. Mehrere Stellen werden dann zu einer Abteilung zusammengefasst. Dies kann auf unterschiedliche Weise geschehen, zum einen im Einliniensystem (genau ein Vorgesetzter) oder aber im Mehrliniensystem (mehrere Vorgesetzte möglich). 
Es werden folgende vier Möglichkeiten der Stellenbildung unterschieden:
- Aufgabenbezogene Stellenbildung: Aufgaben mit gleichen Merkmalen werden zu einer Stelle zusammengefasst und einem Aufgabenträger zugeordnet.
- Aufgabenträgerbezogene Stellenbildung: Der Aufgabenträger (Mitarbeiter) ist bereits bekannt. Die Erledigung der Teilaufgabe wird so gestaltet, dass der Mitarbeiter sie leisten kann. Neben dieser personenbezogenen Stellenbildung ist auch eine sachmittelbezogene Stellenbildung möglich; die Gestaltung der Aufgabenerledigung richtet sich dabei nach dem vorhandenen oder anzuschaffenden Sachmittel (z. B. Großrechner).
- Beziehungsorientierte Stellenbildung: Es wird versucht, die Beziehungen (materielle, immaterielle und monetäre) zwischen den einzelnen Stellen zu minimieren. Dadurch kann die Ergebnisfeststellung und die Abgrenzung von Aufgabendurchführung, Verantwortung und Kompetenzen genau durchgeführt werden.
- Stellenbildung aufgrund rechtlicher Normen: Aufgrund bestimmter Gesetze erfolgt ein Stellenbildungsauftrag. Kraft Rechtsnorm sind in Unternehmen insbesondere folgende Stellen durch Spezialgesetze vorgeschrieben, in Deutschland ist das wie folgt:[9]
  - Vorstandsmitglieder einer Aktiengesellschaft (§ 76 AktG)
  - Geschäftsführer einer GmbH (§ 6 GmbH-Gesetz)
  - Betriebsratsmitglieder (§ 1 BetrVG)
  - Jugend- und Auszubildendenvertreter (§ 60 BetrVG)
  - Datenschutzbeauftragter (§ 4f BDSG)
  - Beauftragter für Arbeitssicherheit (§ 5 Arbeitssicherheitsgesetz)
  - Schwerbehindertenbeauftragter (§ 25 SchwbG)
  - Strahlenschutzbeauftragter (§ 70 StrlSchG)
  - Gewässerschutzbeauftragter (§ 64 WasserhaushaltsG)
  - Immissionsschutzbeauftragter (§ 53 BImSchG)

Einige dieser Beauftragten sind nur in Unternehmen zu beschäftigen, die als Normadressaten der Spezialgesetze angesprochen sind.

## Stellenbeschreibung
Eine Stellenbeschreibung ist eine schriftlich festgelegte Darstellung organisatorischer Regelungen für eine Stelle. Sie legt die Aufgaben (inkl. Leistungsanforderungen), die Arbeitsziele, Kompetenzen und Beziehungen zu anderen Stellen fest. Dabei ist die Kompetenz das stellenbezogene Handlungsrecht und die Verantwortung die stellenbezogene Rechenschaftspflicht.

## Stellenbesetzung
Die Stellenbesetzung durch Personal ist eines der Hauptziele des Personalwesens, wobei die Anforderungsprofile der Stellenbeschreibung mit den Qualifikationsprofilen möglichst übereinstimmen müssen. Nach der Stellenbildung erfolgt die Stellenbesetzung. Hier wird ein Stelleninhaber gesucht, der in seinem Eignungsprofil dem Anforderungsprofil der Stelle entspricht. Abweichungen zwischen Eignungs- und Anforderungsprofil sind durch Maßnahmen der Personalentwicklung zu verringern.
Siehe hierzu auch:  Stellenplan, Stellenbesetzungsplan, Bestallung.